# Harvester of Sorrow
Harvester of Sorrow – szósty utwór zamieszczony w 1988 przez amerykański zespół Metallica na albumie ...And Justice for All.
Piosenka trwa 5 minut i 45 sekund, jest drugą w kolejności od najkrótszej piosenki na płycie, tuż za Dyers Eve. Jej kompozytorami są James Hetfield i Lars Ulrich. „Harvester of Sorrow” jest oparty na wolnym riffie, a cała piosenka jest zagrana bardzo precyzyjnie. W studyjnej wersji piosenki nie słychać partii basowych. Zostały one wyciszone do tego stopnia, że są prawie niesłyszalne. Stało się tak we wszystkich utworach z albumu oprócz intro do „Blackened” oraz instrumentalnego „To Live Is to Die”, do którego partie napisał Cliff Burton (zm. 27 września 1986). Zespół uznał, że materiał napisany przez Newsteda był zbyt podobny do tego, który skomponował Hetfield i nie wnosi nic nowego do utworu, dlatego został wyciszony. Jest to jeden z najbardziej lubianych przez fanów zespołu utworów i dlatego jest grany niemal zawsze na koncertach, w przeciwieństwie do innych piosenek z „...And Justice for All”. Na żywo utwór często zatrzymuje się przed ostatnią zwrotką, a po chwili grany jest dalej ku uciesze zgromadzonych ludzi. Zadebiutował on 6 tygodni przed wydaniem albumu w czasie trasy Monsters of Rock.
Tekst utworu opowiada o pewnym człowieku, który prowadzi całkiem normalne życie. Jest już ustatkowany, pracuje, ma żonę i dzieci. Jednak jego świat, czynności, które wykonuje i zdarzenia, w których uczestniczy, są tak monotonne, że w końcu popada w szaleństwo i zaczyna mordować wszystkich wokoło. O takich ludziach jak bohater „Harvester of Sorrow” można usłyszeć coraz częściej w wielu miejscach na świecie, a zwłaszcza w Ameryce. Metallica już na poprzednim albumie zamieściła piosenkę z podobnym tekstem. Jest to „Battery”.
„Harvester of Sorrow” znalazł się na Live Shit: Binge & Purge.
„Harvester of Sorrow” był pierwszym singlem promującym krążek. Został on wydany przez „Vertigo Records”. Na singlu znalazły się również 2 covery, które nie weszły w skład $5.98 EP, a mianowicie „The Prince” z repertuaru Diamond Head i „Breadfan” grupy Budgie. „Breadfan” tak spodobał się fanom Metalliki, że został włączony do koncertów zespołu.
Podczas koncertu w Quebec w 1989 Hetfield zapowiedział, że zagra piosenkę z nowego albumu. Jako tytuł tej piosenki podał „Leper Messiah”, a miał na myśli „Harvester of Sorrow”.
Na debiutanckim albumie fińskiego zespołu Apocalyptica z 1996 – Plays Metallica by Four Cellos znalazła się piosenka „Harvester of Sorrow”. Utwór zagrano na samych wiolonczelach. Na krążku znalazło się również 7 innych piosenek Metalliki.

## Twórcy
- James Hetfield – śpiew, gitara rytmiczna
- Lars Ulrich – perkusja
- Kirk Hammett – gitara prowadząca
- Jason Newsted – gitara basowa

- Metallica – produkcja
- Flemming Rasmussen – produkcja, inżynieria dźwięku
- Steve Thompson, Michael Barbiero – miksowanie
- Bob Ludwig – mastering